# Conflicto de Ogadén de 2007
El Conflicto de Ogaden de 2007 fue una campaña en la que participó el ejército de Etiopía en la ofensiva contra los rebeldes del Frente para la Liberación Nacional de Ogaden (FLNO). La campaña de represión contra la guerrilla se inició después de que mataran a 74 personas en un ataque contra un campo de exploración de petróleo chino en abril de 2007. 
Las principales operaciones militares se centraron en las ciudades de Degehabur, Kebri Dahar, Wardheer y Shilavo en Ogaden, que se encuentran en la región Región Somalí de Etiopía, en donde viven los clanes de Ogaden, que constituyen la base de apoyo a la FLNO.
Según Human Rights Watch (HRW), fueron perpetrados diversos abusos contra los derechos humanos por parte del ejército etíope.

## Descripción de los hechos

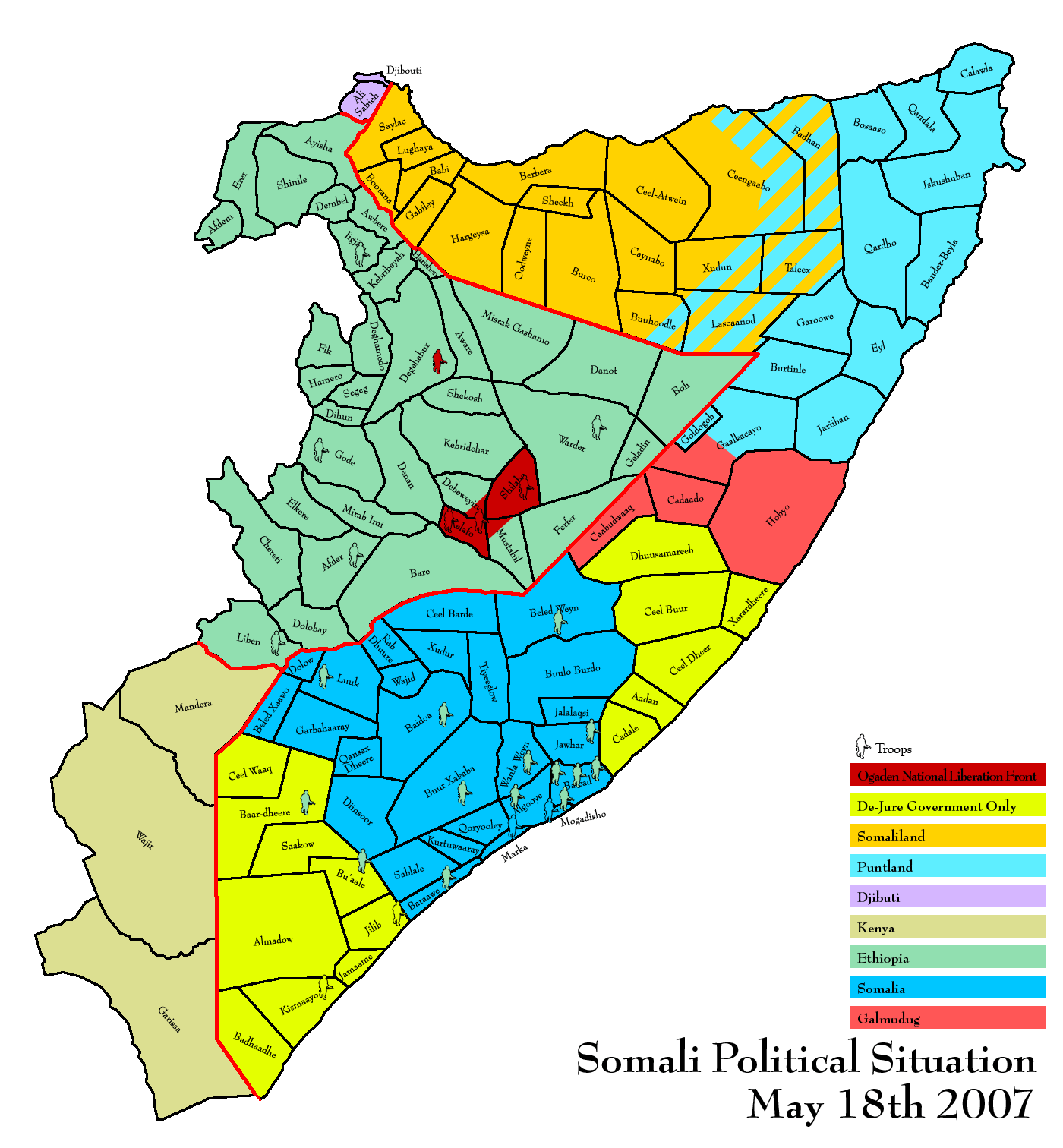
Zonas de combates el 18 de mayo de 2007, mostradas en rojo oscuro.

El 21 de octubre de 2007, el FLNO declaró que sus fuerzas habían matado a 250 soldados durante la batalla cerca de la ciudad de Werder. No hubo confirmación del ataque ni por parte del gobierno etíope ni de fuentes independientes. El 4 de noviembre, el FLNO afirmó que hasta 270 soldados etíopes habían muerto en enfrentamientos entre el 26 de octubre y el 1 de noviembre. Una vez más, la afirmación no pudo ser verificada de forma independiente.
El 16 de noviembre de 2007, el ejército etíope afirmó haber matado a 100 combatientes del FLNO durante el mes anterior y haber capturado a varios cientos más. El 18 de noviembre de 2007, el FLNO informó que la Fuerza Aérea Etíope había llevado a cabo un bombardeo en alfombra sobre aldeas y asentamientos nómadas de la región de Ogaden, matando hasta una docena de civiles. Un portavoz del FLNO también dijo que algunos combatientes del FLNO habían resultado heridos en los bombardeos aéreos, pero la fuerza aérea apuntó a asentamientos civiles y ganado. El gobierno etíope negó estos informes el 20 de noviembre. Activado El 28 de noviembre de 2007, los residentes de Ogaden describieron los continuos abusos por parte del ejército, pero también dijeron que la entrega de ayuda había mejorado. El jefe humanitario de la ONU, John Holmes, dijo que la situación humanitaria en Ogaden es " potencialmente grave", pero aún no catastrófico. El primer ministro Meles Zenawi dijo que los abusos contra los derechos humanos y una crisis humanitaria "no existían". No existe. No existirá."
En enero de 2009, el jefe de relaciones exteriores Mohammed Sirad fue asesinado por fuerzas de seguridad etíopes en la ciudad de Danan (Etiopía) mientras se reunía con otros miembros del FLNO. Según se informa, esto ha llevado a que el ONLF se divida en dos facciones, con un grupo aliado al actual presidente del ONLF Mohammed Omar Osman, y el otro liderado por el líder de alto rango Abdiwali Hussein Gas, quien nombró a Salahudin Ma'ow como nuevo presidente del FLNO y declaró que "llevará a Mohammed Omar Osman a los tribunales".

## Denuncias de abusos contra los derechos humanos

### Abusos perpetrados por el ejército etíope

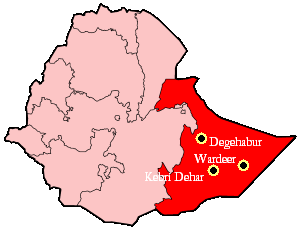
Región Somalí y principales puntos críticos.

La campaña militar de Etiopía ha desencadenado una grave crisis humanitaria, según varias organizaciones humanitarias.
Según Human Rights Watch, los civiles de la región de Somalia quedaron atrapados entre las dos partes en conflicto. Human Rights Watch se enteró de que decenas de civiles habían sido asesinados en lo que parecía haber sido un esfuerzo deliberado para imponer un castigo colectivo contra una población civil sospechosa de simpatizar con los rebeldes.
Los refugiados que huían de la represión contaban historias de violencia generalizada, con aldeas enteras destruidas junto con robos arbitrarios, violaciones y asesinatos por parte de soldados etíopes. En octubre de 2007, [ [The Independent]] informó que la situación en Ogaden había comenzado a asemejarse al conflicto de Darfur, y los refugiados afirmaron que las tropas gubernamentales habían quemado aldeas y violado y asesinado a civiles. A principios de mes, Human Rights Watch había dicho al Subcomité de Asuntos Exteriores de la Cámara de los Estados Unidos sobre África y la Salud Global que "Ogaden no es Darfur. Pero la situación en Ogaden sigue un patrón alarmantemente familiar", al tiempo que se reconoce que "Etiopía tiene preocupaciones legítimas y graves en materia de seguridad nacional y regional". Además, el director de promoción de las Naciones Unidas para Human Rights Watch ha llamado a Ogaden un "mini-Darfur". Human Rights Watch dice que ha documentado docenas de casos de abusos graves por parte de tropas etíopes en Ogaden, incluidas violaciones en grupo, pueblos quemados y lo que llama "asesinatos en manifestaciones", como ahorcamiento y decapitación de la población, con el fin de aterrorizar a la población.

### Reclutamiento forzoso de civiles[15]
Varios refugiados etíopes y organizaciones internacionales informaron en diciembre de 2007 que el ejército etíope, tenso por su despliegue en Somalia, estaba obligando a los civiles locales (incluidos empleados gubernamentales y trabajadores de la salud) a luchar junto a las tropas contra los rebeldes del FLNO. Según los mismos informes, estas milicias mal equipadas y mal entrenadas sufrieron numerosas bajas en diversas batallas. Un funcionario de ayuda occidental dijo que los soldados irrumpieron en los hospitales para reclutar reclutas y amenazaron con encarcelar a los trabajadores de la salud si no cumplían. En otros casos, se publicaron listas de nombres en tableros de anuncios públicos, ordenando a los empleados del gobierno que se presentaran a trabajar, según un actual miembro del parlamento regional y dos administradores etíopes que habían huido del país. Muchos de los que se negaron fueron despedidos, encarcelados y, en algunos casos, torturados, dijeron los administradores y los miembros del parlamento.
Los funcionarios etíopes negaron los cargos y afirmaron que las tribus locales estaban formando voluntariamente grupos de defensa contra el FLNO. Varios funcionarios de las Naciones Unidas y diplomáticos occidentales dijeron que estaban discutiendo el programa de la milicia en reuniones privadas, pero sostuvieron que no podían hacer comentarios públicos por temor a provocar la ira del gobierno etíope, lo que resultaría en una posible suspensión de los esfuerzos humanitarios en la región.

## Expulsiones de agencias humanitarias
Amplias zonas de la región eran inaccesibles para las agencias externas de cooperación mientras las tropas etíopes intentaban reprimir la insurgencia rebelde.
El 6 de noviembre, la Oficina de las Naciones Unidas para la Coordinación de Asuntos Humanitarios anunció la apertura de un centro de ayuda en la región de Ogaden. La ONU también pidió una investigación independiente sobre las acusaciones de abusos cometidos por las fuerzas etíopes en la región. Las tropas gubernamentales están luchando contra los rebeldes del ONLF que quieren más autonomía para su región. Médicos Sin Fronteras se encontraba entre las doce organizaciones que habían recibido permiso para trabajar en Ogaden, mientras que el Comité Internacional de la Cruz Roja tenía prohibido trabajar en la región.

## Participación de Eritrea y Somalia
Algunos expertos señalan que el FLNO estaba activo en la capital somalí, Mogadiscio, en el año 2006, mientras la ciudad estaba bajo el control la Unión de Tribunales Islámicos, y algunos guerreros islamistas volaron hasta Ogaden después de la caída de Mogadiscio.